# تپه پرکام ۱
تپه پرکام ۱ مربوط به دوران‌های تاریخی پس از اسلام است و در شهرستان بوئین‌زهرا، روستای پرکام واقع شده و این اثر در تاریخ ۲۴ فروردین ۱۳۸۲ با شمارهٔ ثبت ۸۱۷۸ به‌عنوان یکی از آثار ملی ایران به ثبت رسیده است.